# لغة مقدسة
اللغات المقدسة هي لغة متحدثة ومتعلمة لأسباب دينية، متحدثي اللغة عادةً يتحدثون لغة أخرى في حياتهم اليومية. عادةً تكون اللغة المقدسة لغة ميتة.
العديد من اللغات مستخدمات كلغات مقدسات، مثل:
- اللاتينية، تستخدمها الكنيسة الكاثوليكية.
- اليونانية الكوينيه، تستخدمها الكنيسة الأرثوذكسية الشرقية. يفهمها الناطقون باليونانية بصعوبة.
- لغة الكنيسية السلافية القديمة، استخدمت من قِبل السلاف الأرثوذكس الشرقيين.
- سلافية كنسية التي تستخدمها الكنيسة الأرثوذكسية الروسية.
- السنسكريتية، لا تزال هذه اللغة حية إلى الآن، وهي لغة الفيدا والنصوص المقدسة في الهندوسية واللغة الأصلية للبوذية الماهايانية.
- البنجابية الكلاسيكية لغة النصوص السيخية، تختلف عن البنجابية الحديثة.
- لغة بالي اللغة الأصلية للبوذية الثيرافادية.
- اللغة الكردية اللغة المقدسة لليزيدية وهي ديانة الأكراد اليزيديين، حيث أن الكردية هي اللغة المكتوبة لكتابهم المقدس مصحف رش ولكتاب جلوة.
- أفيستان، لغة الأفيستا، كتاب الزرادشتية المقدس.
- العربية الفصحى، لغة القرآن كتاب المسلمين المقدس؛ وهي لغة حية وهي اللغة الرسمية للعرب تستخدم في التعلم والكتابة وتختلف عن اللهجات السائدة حاليًا في الشارع العربي اختلافًا ليس بالكبير. ويعد الدين الإسلامي مرتبطًا ارتباطًا أساسيًّا باللغة العربية.
- صينية كلاسيكية، لغة مقدسة لدى الكونفوشية والطاوية وبعض النصوص البوذية من شرق آسيا، تختلف عن اللغة الصينية الحديثة.
- العبرية، لغة التوراة والشعائر الدينية في اليهودية.
- الأترسكانية، لغة مستخدمة في الشعائر الدينية والطقوس السحرية في الإمبراطورية الرومانية.
- بالايكية ولويانية، لغة دينية للحيثيون.
- لغة سومرية، لغة مستخدمة في آشور وبابل.
- لغة يوروبا، لغة شعب يوروبا وصلت العالم الجديد مع العبيد الأفارقة تستخدم في عدة ديانات أفريقية منها سانتيريا وكاندومبلي.
- اللغة الجعزية، صنف قديم من الأمهرية، يستخدمها الإثيوبيون المسيحيون.
- القبطية، آخر مراحل تطور اللغات المصرية، يستخدمها الأقباط المسيحيين.
- الآرامية، لغة مقدسة لدى المسيحيين ذوي التراث السرياني، ولغة صلاة وتعليم في اليهودية.
- المندائية، لغة آرامية تستخدم في الديانة المندائية.
- بعض لغات سكان أمريكا الأصلين يقتصر استخدامها على الطقوس الدينية.
- لادينو، مشتقة من الإسبانية، يستخدمها السفارديون في ترجمات النصوص اليهودية.
- الكاكوري كيريشتيان (المسيحيون المخبئون) تستخدم في اليابان وتتكون من صلوات بالبرتغالية واللاتينية تتم تلاوتها من دون فهم معناها.
- ألمانية بنسلفانية، لهجة ألمانية عليا، تستخدمها المجتمعات أميشية في قراءة العهدين القديم والجديد ولخطبة الأحد.
- التامل، لغة قديمة في جنوب الهند، فيها نصوص كثيرة مقدسة لدى الهندوسية. الكثير من الكنائس والمساجد يصلون ويخطبون بلغة التامل.